# Filemon sędziwy
Filemon sędziwy (Philemon argenticeps) – gatunek średniej wielkości ptaka z rodziny miodojadów (Meliphagidae). Długość ciała do 30 cm. Występuje jedynie w północnej Australii – jest endemitem.

## Podgatunki
Wyróżnia się dwa podgatunki P. argenticeps:
- P. a. argenticeps (Gould, 1840) – północno-środkowa Australia
- P. a. kempi Mathews, 1912 – półwysep Jork (północno-wschodnia Australia)

Proponowane podgatunki melvillensis i alexis zsynonimizowane z podgatunkiem nominatywnym.

## Ekologia i zachowanie
Jego naturalnym środowiskiem występowania są subtropikalne lub tropikalne wilgotne lasy, jak również subtropikalne lub tropikalne lasy namorzynowe.
Pożywienie stanowią nektar, owoce, nasiona i niektóre bezkręgowce.
W Terytorium Północnym sezon lęgowy trwa od września do marca, w pozostałej części zasięgu zaczyna się już w lipcu. W zniesieniu 2–3 jaja. Inkubacja trwa około 12–16 dni. Oboje rodzice karmią pisklęta.

## Status
IUCN uznaje filemona sędziwego za gatunek najmniejszej troski (LC, Least Concern) nieprzerwanie od 1988 roku. Liczebność populacji nie została oszacowana, ale ptak ten opisywany jest jako pospolity. Trend liczebności populacji uznawany jest za stabilny.